# 정복자 (1937년 영화)
정복자(Conquest)는 미국에서 제작된 클래런스 브라운 감독의 1937년 드라마, 멜로/로맨스 영화이다. 그레타 가르보 등이 주연으로 출연하였고 버너드 H. 하이먼 등이 제작에 참여하였다.

## 출연

### 주연
- 그레타 가르보
- 샤를 부아예

### 조연
- 레지널드 오언
- 앨런 마셜
- 헨리 스티븐슨
- 리프 에릭슨
- 메이 휘티

## 제작진
- 미술: 세드릭 기븐스
- 미술: 윌리엄 A. 호닝
- 의상: 에이드리안